# Troy Donockley
Troy Donockley (Workington, 30 de maio de 1964) é um multi-instrumentista e compositor inglês. Ele já tocou com diversos artistas em participações especiais e é mais conhecido por ser um membro da banda finlandesa de metal sinfônico Nightwish.

## Carreira musical

### Início
Troy Donockley nasceu em Workington, Cúmbria, filho de pais músicos e membros da banda Travelling Country. Aos 16 anos de idade, Troy se juntou a eles e tocou em diversos locais no leste de Cúmbria. A coleção de discos de seu pai era ampla e concedeu ao filho um grande apreço por música clássica, rock, country e música tradicional. Dessa forma, Troy tornou-se um multi-instrumentista e dominou a gaita irlandesa. Sua ambição na adolescência era viajar o mundo como um músico fazendo turnês. E a excentricidade do som da gaita irlandesa permitiu que ele se tornasse um músico de sessão na banda progressiva The Enid em 1987, com o álbum The Seed and the Sower.

### Música celta-folk
Em 1987, Troy formou a banda de rock celta You Slosh, com quem gravou o disco Glorious Racket em 1989. No ano seguinte, ele ainda trabalhou com o grupo Iona. Tais ocorridos se deram num período em que ouve um massivo reconhecimento de bandas desse gênero, proporcionando resultados de sucesso para Donockley.

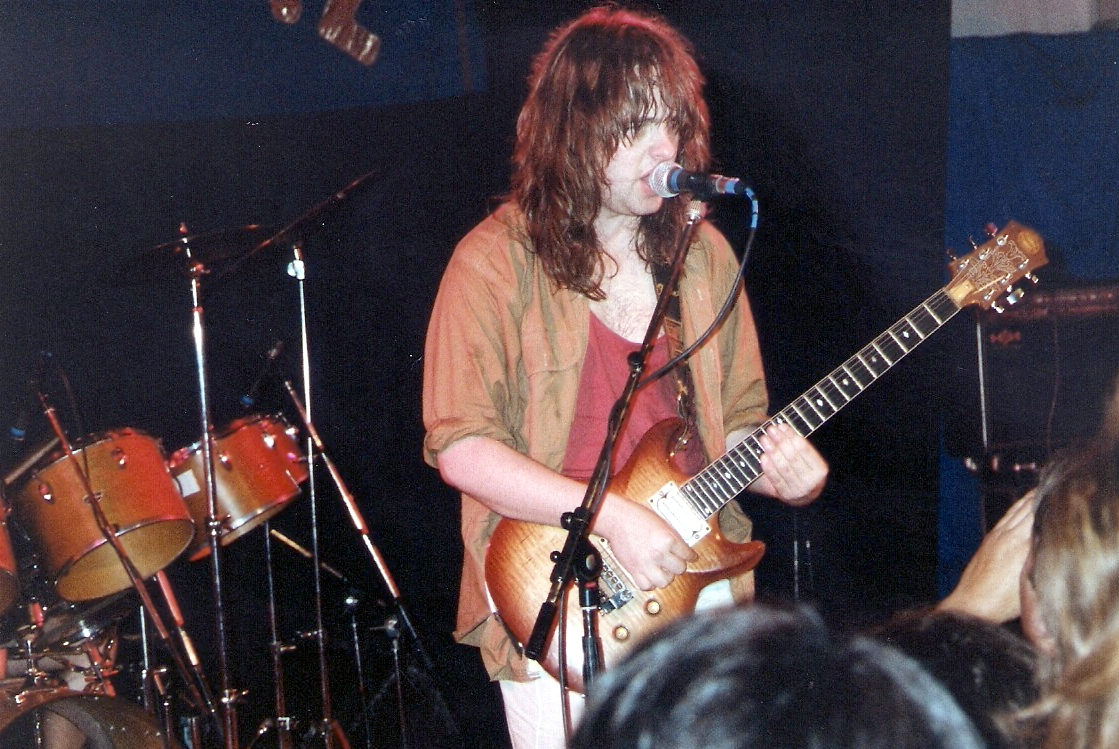
Troy performando com o You Slosh em 1991 no Village Pump Festival em Westbury, Wiltshire.

Ele então gravou mais um álbum com o You Slosh em 1991, e posteriormente mais nove com o Iona, tornando-se um membro oficial deste grupo em 1995, e deixando o mesmo mais tarde em 2009. Moya Brennan, musicista da famosa banda Clannad, convidou Troy para tocar em seu álbum solo Two Horizons. Em 1999 ele gravou "Our Kate" no disco Debatable Lands de Kathryn Tickell, contrastando com a gaita-de-fole nortumbriana que ela toca.
Juntamente com Ade Edmondson, Donockley fundou a banda The Bad Shepherds em 2008, tocando clássicos do punk e new wave em instumentos folk.
Donockley também conheceu a cantora escocesa Barbara Dickson quando ela morou no norte da Inglaterra. Paralelamente aos seus álbuns tradicionais, Barbara também lançou álbuns folk, sendo que em 1994, e posteriormente em 2004, Troy serviu como um músico de sessão para os álbuns folk de Dickson e sucessivamente produziu alguns de seus discos como Words Unspoken e To Each & Everyone - The Songs of Gerry Rafferty. Ele também trabalhou com Maddy Prior em seu álbum Flesh and Blood de 1997, tornando-se mais tarde co-produtor em seus quatro álbuns solos seguintes.

### Nightwish
A primeira colaboração de Troy com o Nightwish se deu no álbum de 2007, Dark Passion Play, como um músico convidado em canções como "The Islander", "Last of the Wilds" e "Meadows of Heaven". Ele também se juntou à banda para algumas datas selecionadas da Dark Passion Play World Tour, aparecendo ainda no videoclipe de "The Islander". Em 2011, Donockley retornou novamente para gravar com o Nightwish, desta vez no álbum Imaginaerum. Ele então participou de todas as datas da turnê Imaginaerum World Tour, que culminou no lançamento ao vivo Showtime, Storytime em 2013. Não obstante, Troy apareceu no próprio filme do Nightwish, Imaginaerum, interpretando um ilusionista de palco.
Seguindo a conclusão da turnê de Imaginaerum, Troy foi oficializado como um membro oficial da banda em 9 de outubro de 2013, juntamente com a cantora holandesa Floor Jansen.

### Outros trabalhos
Troy ainda trabalhou como um músico de sessão com Roy Harper, Midge Ure, Del Amitri, Alan Stivell e Status Quo. Bruce Johnston do The Beach Boys também já colaborou com ele. Oito álbuns de estúdio do grupo de prog rock Mostly Autumn também contém a participação de Donockley, bem como a banda Magenta. Ele ainda aparece no álbum Etarlis, do Mermaid Kiss, e pode ser ouvido também em trilhas sonoras de filmes como Robin Hood e Ironclad. Notavelmente, Troy se apresentou ao vivo com Midge Ure na série de concertos beneficentes Live 8, transmitido para todo o mundo.
Ainda assim, Donockley compôs música para corais e orquestras. Ele tem estudado bastante para tentar encontrar a maneira correta de produção de estúdio. Seu álbum The Unseen Stream (1998) e The Pursuit of Illusion (2003) colocaram o som da gaita irlandesa em uma mixagem raramente ouvida antes. Seu último trabalho clássico foi The Madness of Crowds, de 2009.

## Discografia
| - The Unseen Stream (1998) - The Pursuit of Illusion (2003) - The Madness of Crowds (2009) - Iona (1988) (como convidado) - The Book of Kells (1992) (como convidado) - Beyond These Shores (1993) (como convidado) - Journey Into the Morn (1995) - Heaven's Bright Sun (1997) - Woven Cord (1999) - Open Sky (2000) - The River Flows (2002) - The Circling Hour (2006) - Dark Passion Play (2007) (como convidado) - Imaginaerum (2011) (como convidado) - Endless Forms Most Beautiful (2015) - Yan, Tyan, Tethera, Methera! (2009) - By Hook or By Crook (2010) - Mud Blood & Beer (2013) | - Glorious Racket (1989) - Lift Me Up (1991) - Parcel of Rogues (1994) - Full Circle (2004) - Time and Tide (2008) - Words Unspoken (2011) - To Each & Everyone - The Songs of Gerry Rafferty (2013) - Flesh and Blood (1997) - Ravenchild (1999) - Ballads and Candles (2000) - Arthur the King (2001) - Lionheart (2003) - When Worlds Collide (2005) - From Silence (2005) - Celestial Fire (2014) - Duet (2006) |

### Participações
- The Enid – The Seed and the Sower (1987)
- Kathryn Tickell – Debatable Lands (1999)
- Mostly Autumn – The Spirit of Autumn Past (1999), The Last Bright Light (2001), Passengers (2003), Storms Over Still Water (2005), Storms Over London Town (2006), Heart Full of Sky (2007), Glass Shadows (2008), Go Well Diamond Heart (2010), Ghost Moon Orchestra (2012)
- Roy Harper – Royal Festival Hall Live - 10 June 2001 (2001)
- Mermaid Kiss – Etarlis (2007)
- Magenta – Home (2006), Metamorphosis (2008)
- Johanna Kurkela – Hyvästi, Dolores Haze (2010)
- Karnataka – The Gathering Light (2010), Secrets of Angels (2015)
- Kompendium – Beneath the Waves (2012)
- Mike Dawes – What Just Happened? (2013)
- Ayreon – The Theory of Everything (2013)
- Tuomas Holopainen – Music Inspired by the Life and Times of Scrooge (2014)
- Gandalf's Fist – A Forest of Fey (2014)
- Kamelot – Haven (2015)
- Sonata Arctica – The Ninth Hour (2016)
- Apocalyptica - "Fire & Ice", Cell-0 (2020)